# 진주외국어고등학교
진주외국어고등학교(晋州外國語高等學校)는 대한민국 경상남도 진주시 일반성면 개암리에 있는 사립 고등학교이다.

## 학교 연혁
- 1970년 6월 23일 : 학교법인 청우학원 설립
- 1970년 12월 26일 : 반성종합고등학교 설립인가
- 1971년 3월 6일 : 개교 및 신입생 입학식(116명)
- 1994년 1월 31일 : 학교법인 명칭 난정학원으로 변경
- 1997년 10월 9일 : 진주외국어고등학교로 교명 변경
- 2007년 10월 1일 : 학칙 개정(영어과 2, 보통과 3, 계 15학급)
- 2010년 9월 1일 : 교육과학기술부 지정 기숙형고교 선정
- 2018년 4월 18일 : 제8대 오춘길 이사장 취임
- 2024년 9월 1일 : 제16대 최문근 교장 취임
- 2023년 1월 4일 : 제50회 졸업식(졸업생 46명, 졸업생 누계 8,145명)
- 2023년 3월 2일 : 신입생 입학식(65명)

## 설치 학과
- 영어과
- 7차일반

## 참고 자료
- 진주외국어고등학교 - 한국교육학술정보원 학교알리미